# Modri krešič
Modri krešič (znanstveno ime Carabus intricatus) je vrsta krešičev, ki je razširjena po Evropi in tudi v Sloveniji in je uvrščen na seznam zavarovanih živalskih vrst.

## Opis
Odrasli hrošči dosežejo v dolžino med 24 in 35 in imajo kovinsko modre ali škrlatne elitre, ki so posejane z drobnimi jamicami. Drugi par kril je manjši. Gre za nočnega plenilskega hrošča, ki je najbolj aktiven spomladi in zgodaj poleti. Najraje pleni polže lazarje iz rodu Limax, zlasti Limax marginatus.
Običajno se zadržuje pod skorjo odmrlih dreves in pod kamenjem, običajno v vlažnem okolju.